# Per Olaf Lundteigen

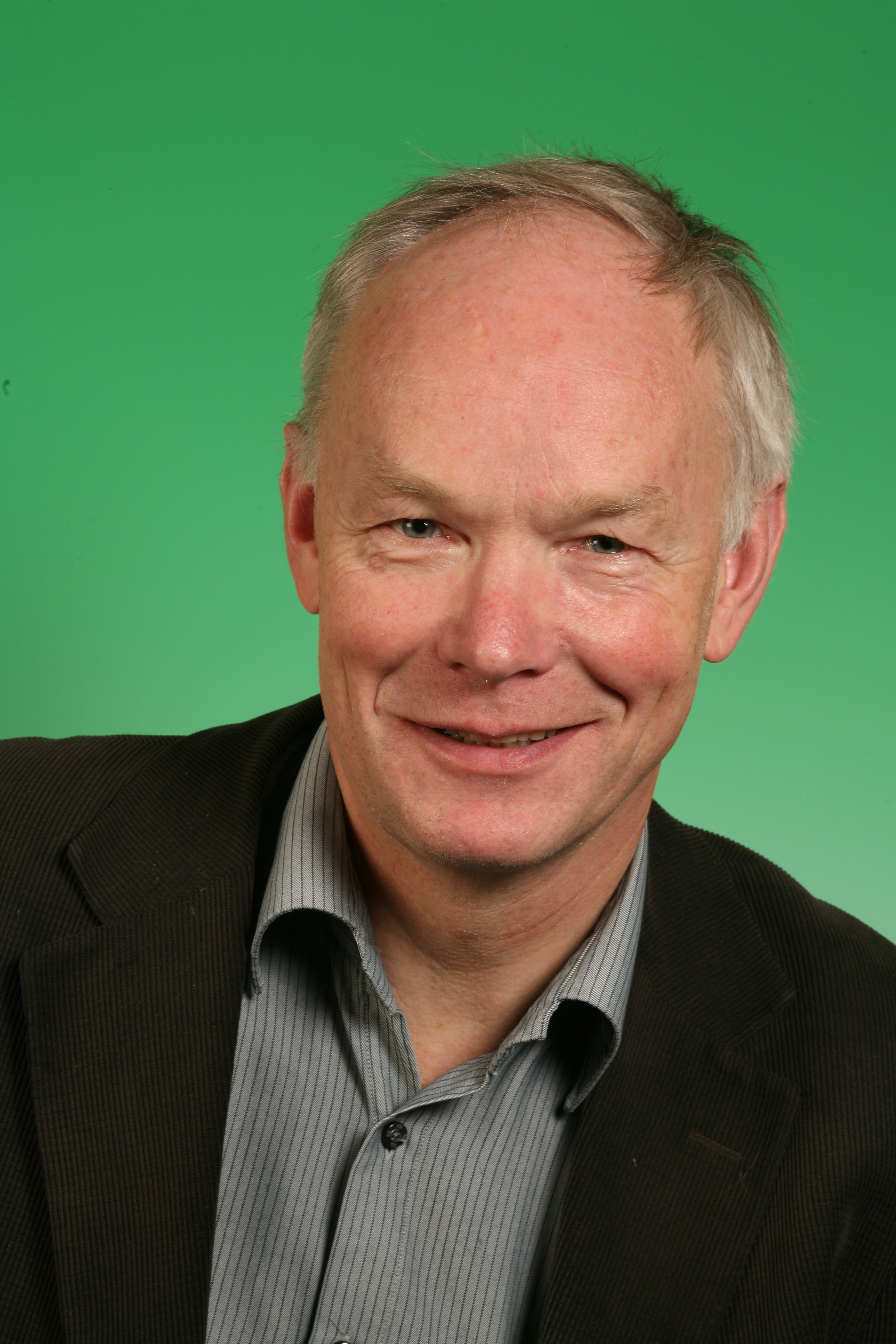
Per Olaf Lundteigen.

Per Olaf Lundteigen, född 18 april 1953 i Vestfossen är en norsk politiker. Lundteigen representerar Senterpartiet  i Stortinget. Tillsammans med Anne Enger Lahnstein har han skrivit boken Annerledeslandet - som ikke er seg selv nok. 